# ラコステ

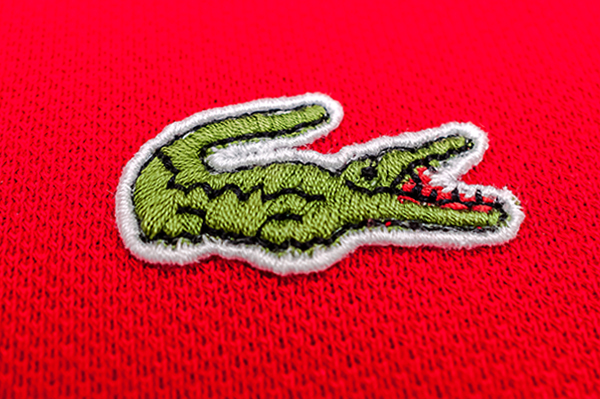
ラコステのロゴ

ラコステ（Lacoste）は、1933年に設立されたフランスのアパレルブランドである。本社はトロワ。創業者のルネ・ラコステはプロのテニス選手であり、1920年頃からポロ選手に使用されていた襟付きのニットシャツ、いわゆる ポロシャツ（半袖の襟付きニットシャツ）をテニス業界に初めて持ち込んだ選手である。正面から見て右向きのワニの商標で知られる彼らは、ラコステがデザインし、胸にワニのロゴが刺繍されたテニスコートで着用した革新的なテニスシャツの生産を開始した。同社は、これを衣料品の外側にブランド名が現れる最初の例として主張している。

## 概要
ルネ・ラコステが1927年に、当時ポロ選手が使用していた「襟付きの半袖ニット」をテニスコート上で初めて着用したことが、このブランドの起源である。ルネ・ラコステが現役時代の1923年から1929年（一時復帰の1932年含む）のテニスウェアは白のウールフランネルもしくはフランネレット（コットンフランネル）、コットンオックスフォードのシャツに白いフランネルかダック生地のパンツという服装が一般的だった。
体調面に不安のあったラコステは、ポロ選手が着用していた通気性の良かった「半袖襟付きニット」を着用して試合に出るようになる。これが現在もラコステの看板商品であるポロシャツの原点である。病気のために25歳で引退した4年後にラコステ創業へとつながっていく。
このポロシャツは1930年代にフランスで流行り始め、1932年にカジュアル用シャツとして定着する。創業以前のフランスではこのポロシャツタイプのことを"Chimese Lacoste"と呼ぶこともあった。その後、1933年にルネ・ラコステとニット製造会社の社長のアンドレ・ジリエはポロシャツを製造する会社「La Chimise Lacoste」社を設立。ラコステが5000フラン・ジリエが1000フランの共同出資だった。
発売当初は現在とは少しデザインが異なる、右胸にワニのロゴが刺繍された「3つボタン」のデザインであり、ウールがメインでコットンやリネンなども取り扱っていた。ブランドのトレードマークでもあるワニは本人の粘り強いプレイスタイル（後述）からついた「アリゲーターもしくはクロコダイルのラコステ」なるニックネームに由来する（デビスカップ優勝当時につけられた）。
ルネ・ラコステ死去後もフランスのラコステ一族が世界的に商標権を保持しドゥヴァンレイ (Devanlay) 社を通じて被服に関わる製造・販売を全世界において行っていたが、2012年にラコステ一族内での後継争いが勃発し裁判に至った後、世界における製造販売権を所有していたドゥヴァンレイの親会社マウス・フレール (Maus Frères) が、ラコステの株式93.3%を取得した。フランスに6つの生産拠点を持ち海外ではモロッコ、ルーマニア、ペルーに自社工場がある。日本では秋田県にある出資工場にて生産をしている。世界中に10,000人の従業員を抱え、主にアメリカとエジプトで栽培された綿花を使用している。
なお、テニスラケットを生産していた時期もあった（1963年のスチールラケットや、「EQUISYSTEME」の特許を取得した1988年の「Équijet」ラケットなど）。
全仏オープンのスポンサーも務めている。

### 日本での販売
1964年、三共生興の手により日本国内でラコステのポロシャツがライセンス生産される。
1987年、西武百貨店の100%出資で設立された西武ファブリカが、日本国内での「ラコステ」ライセンスの製造権を保有する。
1993年、販売権を持つ大沢商会70%、ドゥヴァンレイ20%の出資を受けたことを機に西部ファブリカからファブリカへ社名変更。2002年には国内での販売権を取得し、ドゥヴァンレイの子会社としてライセンス事業の展開を始めた。2003年、西武百貨店の株式33.4%は丸紅に譲渡された。
2014年には日本上陸50周年を記念して、写真展の開催や、50年前のデザインを復刻したポロシャツやカーディガンが販売された。
2015年、ファブリカはラコステ ジャパンに社名を変更した。
日本に導入された当初のフランス生産のポロシャツはやや細身で着丈が長く日本では「フレンチ・ラコステ」、『フララコ（フレラコとも）』と呼ばれ珍重された。フランス生産品の日本への輸入は1990年頃に一旦終結された。フランスでのオーナー変更後の2013年にフランス生産品の日本への輸入が再開され一部の有名セレクトショップで販売がなされた。

## 商標権をめぐる争い
ラコステの創業より20年ほど後の1952年、よく似た緑色のワニのロゴで頭の向きがラコステとは逆で左向きの「クロコダイル」という、ラコステとは全く関係ないブランドが香港で誕生。日本では1963年よりヤマトシャツ（現ヤマトインターナショナル）が「クロコダイル」を輸入販売しており、ラコステが日本での展開を開始する1971年よりも前からクロコダイルの方が「ワニのロゴが付いた服」として販売されていた。
クロコダイルがラコステの商標権を侵害しているとして、ラコステ側がCROCODILE側を訴え、世界各国の法廷で長年争われた。しかし、CROCODILEも高い人気と知名度があり、ラコステとは全く別のブランドとして認識されているため、混同することはないという理由で何度もラコステ側が敗訴。日本でも1969年にラコステがクロコダイルを訴えたが、「両者は混同しない」として1983年に和解。そのまま左向きのワニのロゴが使われている。
しかし香港ではラコステ側が何度も訴え続けた結果、2003年10月23日、クロコダイルが従来のロゴの使用をやめ、ワニの色に緑色を使わず、ワニの鱗を細かくリアルに描かれたものに変更することで和解した。

## ワニの由来
ルネの所属するフランスチームは、インターゾーンの決勝に進出した（インターゾーンとは、数日後に控えたフィラデルフィアでのデビスカップの予選のこと）。練習の合間にボストンの街並みの中を散歩していたルネは洋品店の前で急に立ち止まり、ワニ革のスーツケースに釘付けになった。ルネはフランスチームのキャプテンのピエール・ジルーに「もし僕が試合に勝ったら、このスーツケースを僕に贈ってくれないか」と冗談半分で言った。「それなら対戦するアンダーソンに勝ったらそうさせてもらうよ」とジルーも笑いながら約束した。
結局その年はアンダーソンには勝てなかったものの、この話を聞いていたジャーナリスト、ジョージ・カレンスは試合翌日、「若いラコステはワニ革のスーツケースを手に入れることは出来なかったが、その戦いはワニのようだった」と称した。こうしてルネ・ラコステにはアメリカでは"アリゲーター"、フランスでは"クロコダイル"というあだ名がつけられた。